# Bruno Baumeister
Bruno Baumeister (* 16. Januar 1927; † März 2010) war ein deutscher Fußballspieler.

## Sportlicher Werdegang
Baumeister spielte ab Wiederaufnahme des Spielbetriebs nach dem Zweiten Weltkrieg für die TSG Ulm 1846. Ab 1946 trat er dabei mit der Wettkampfmannschaft in der Fußball-Oberliga Süd an, bis die Mannschaft am Ende der Spielzeit 1952/53 als Tabellenschlusslicht in die II. Division abstieg. Dabei hatte er in 89 Erstligaspielen mitgewirkt, dem Mittelfeldspieler blieb ein Torerfolg in der Meisterschaft verwehrt. Zunächst als Außenläufer eingesetzt, spielte er später auf der Position des Mittelläufers. Von 1947 bis 1950 spielte er zusammen mit Toni Turek, dem Weltmeister von 1954 (1947–49: Oberliga Süd; 1949/50: Landesliga Württemberg). Später war er noch für den TSV Blaubeuren aktiv, wo er ab Mitte der 1960er Jahre bei den Alten Herren auflief.